# Vicenç Navarro
Vicenç Navarro López (Gironella, Barcelona, 1 de noviembre de 1937) es un médico, sociólogo y politólogo español. Es experto en economía política y políticas públicas, ha sido catedrático de Economía Aplicada en la Universidad de Barcelona, catedrático de Ciencias Políticas y Sociales en la Universidad Pompeu Fabra, profesor en la Universidad Johns Hopkins de Baltimore y doctor honoris causa por la Universidad de Lérida, en el ámbito de Economía y Empresa, y por la Universidad de Málaga.

## Biografía
Nació el 1 de noviembre de 1937 en Gironella, en la provincia de Barcelona.
Vicenç Navarro se licenció en Medicina y Cirugía en la Universidad de Barcelona en 1962.
Se exilió de España por su lucha antifranquista, pasando por universidades de Suecia (Upsala y Estocolmo), donde estudió Economía Política; Reino Unido (Escuela de Economía de Londres, Oxford y Edimburgo), donde estudió Políticas Públicas y Sociales; y Estados Unidos (Universidad Johns Hopkins), donde se doctoró en Políticas Públicas y Sociales en 1967. Allí también fue nombrado profesor y, posteriormente, catedrático de Políticas Sanitarias y Sociales, Políticas Públicas y Estudios Políticos desde el año 1977.
Ha sido asesor de la Organización de las Naciones Unidas, de la Organización Mundial de la Salud y de muchos gobiernos del mundo: el gobierno chileno de Unidad Popular presidido por Salvador Allende, y el gobierno de Cuba (sobre la reforma sanitaria), de un gobierno socialdemócrata sueco, de varios gobiernos estadounidenses ―entre ellos el de Bill Clinton― y del Congreso de Estados Unidos. En 1992 Hillary Clinton, responsable del grupo de trabajo encargado de realizar la reforma sanitaria, le invitó a integrarse, trabajando en la Casa Blanca durante 1993; así como de otros organismos nacionales e internacionales.
En España ha sido catedrático de Economía Aplicada en la Universidad de Barcelona, catedrático de Ciencias Políticas y Sociales de la Universidad Pompeu Fabra de Barcelona, profesor de Políticas Públicas en la Universidad Johns Hopkins de Washington D. C. y dirigió el Programa en Políticas Públicas y Sociales (conjunto entre la Universidad Pompeu Fabra y la Johns Hopkins University).
También dirigió el Observatorio Social de España, una red de académicos e investigadores de varias universidades, expertos en el estudio de diversas áreas del Estado del Bienestar.
Actualmente es el rector emérito de la Universidad Progresista de Verano de Cataluña (Universitat Progressista d'Estiu de Catalunya).
Navarro, según el Lauder Institute, es uno de los científicos sociales españoles más citados del mundo.
En las elecciones al Parlamento de Cataluña de septiembre de 2015 se anunció que Marina Subirats y Vicenç Navarro cerrarían la lista de Catalunya Sí que es Pot por la circunscripción de Barcelona.
En abril de 2023 se hizo público un artículo que desvelaba que en 2021 fue apartado de la UPF por una denuncia por acoso laboral y abuso de poder. Vicenç Navarro niega la veracidad de tales acusaciones y denuncia una investigación sesgada sin oportunidad de réplica.

### Premios
- 2013 - Stebbins Medal que se otorga al considerado mejor profesor del año de la Universidad Johns Hopkins, Washington D. C., Estados Unidos.[13]

## Pensamiento económico
Vicenç Navarro puede situarse dentro del marxismo occidental y el socialismo democrático, basando su ideología en un replanteo de la economía marxista, lo que lo lleva a ser crítico del capitalismo liberal y la socialdemocracia keynesiana.

### Fracaso del neoliberalismo
Para Navarro el neoliberalismo y el fundamentalismo de mercado impuesto desde la llegada al poder de Reagan (Reaganomía) y Thatcher (Thatcherismo) en la década de 1980 se ha convertido en un dogma falso que ha desregulado el poder financiero causante de las numerosas crisis económicas de finales del siglo XX y principios del siglo XXI. Las medidas neoliberales aplicadas en numerosos países y concretamente en Estados Unidos y Europa han sido las causantes de la Crisis de las hipotecas subprime, la Crisis bancaria europea y provocado la Gran recesión de principios del siglo XXI. Además, los principios neoliberales esgrimidos no han sido verdaderamente aplicados y las consecuencias han sido contrarias a los objetivos:
- 1. Reagan no bajó, sino que subió el gasto público (en el sector militar, en lugar del social) durante su mandato ―Reaganomía―.
- 2. Reagan subió más los impuestos en tiempos de paz (bajó los de las rentas superiores, pero aumentó los de la mayoría de la población) ―Reaganomía―.[21]
- 3. Cuando la crisis financiera europea comenzó, Irlanda y España tenían superavit en sus cuentas públicas y su deuda pública era menor que la del promedio de los países de la Eurozona. Es absurdo que se acuse a estos países de haber caído en la crisis por haber gastado demasiado cuando eran los países con el gasto público social por habitante más bajo de la Eurozona, y sus Estados estaban en superávit.
- 4. Los estudios que justificaban tales políticas contienen importantes errores y falsedades que confirman el carácter predominantemente ideológico y propagandístico de tales estudios. El Center for Economic and Policy Research de Washington, el Economic Policy Institute de Washington, el Center of Political Economy de la Universidad de Massachusetts y el Political Economy Research Institute de la Universidad de Massachusetts Amherst han criticado duramente dichos estudios. Puede verse la crítica de Thomas Herndon, Michael Ash y Robert Pollin en su artículo "Does High Public Debt Consistently Stifle Economic Growth? A Critique of Reinhart and Rogoff" las conclusiones de los dos economistas de la Universidad de Harvard, Reinhart y Rogoff[22])Paul Krugman ha criticado también el artículo de los economistas neoliberales de la Universidad de Harvard Alberto Alesina y Silvia Ardagna, La austeridad expansiva,  cuyas conclusiones habría reformulado el FMI.[23]
- 5. Las políticas neoliberales obligadas por el sector financiero han provocado una crisis económica en los países donde se han aplicado causando alto desempleo, destrucción de la economía real, disminución significativa del bienestar y calidad de vida de la mayoría de la población ―clases populares y medias―.
- 6. Las políticas neoliberales «están creando una enorme crisis de la democracia» y de sus instituciones ya que son políticas sin mandato popular, sin control popular e impuestas desde organizaciones no democráticas.
- 7. Estas políticas y sus consecuencias son apoyadas por un mínimo sector de la población, el 1% frente al 99% de las clases bajas y medias, quienes ostentan muy «altas rentas y los establishments financieros y empresariales».
- 8. «Las políticas continúan aplicándose por el enorme poder de los establishments financieros, empresariales, mediáticos y políticos que son los beneficiarios de esta crisis actual».[24]

### Crisis económica en España
En el caso de España, a las medidas generales neoliberales habría que sumar algunas particularidades. Así en relación con la crisis de la deuda soberana europea y la crisis económica en general, y en concreto la crisis bancaria que sufre España causada por la burbuja inmobiliaria, Vicenç Navarro ha indicado que es la banca y el gobierno de Alemania los que obligan a España, tanto a su sector privado como público, a devolver el dinero prestado siendo la única y gran beneficiaria del rescate al FROB previsto para el saneamiento de la banca privada.

## Publicaciones de Vicenç Navarro

### Libros
Algunos de sus últimos libros publicados:
- Navarro López, Vicenç (2000), Neoliberalismo y Estado del Bienestar. Madrid, Ariel Económica. 3.ª edición ampliada.
- Navarro López, Vicenç (2000) Globalización Económica, Poder Político y Estado del Bienestar. Madrid, Ariel Económica.
- Navarro López, Vicenç (2002), Bienestar Insuficiente, Democracia Incompleta. De lo que no se habla en nuestro país. XXX Premio Anagrama de Ensayo. Barcelona: Anagrama
- Navarro López, Vicenç (2002), The Political Economy of Social Inequalities. Consequences for Health and Quality of Life.
- Navarro López, Vicenç (2003), El estado de Bienestar en España.
- Navarro López, Vicenç (2003), El estado de Bienestar en Cataluña.
- Navarro López, Vicenç (2004), Political and Economic Determinants of Population Health and Well-Being. Baywood (with C. Muntaner).
- Navarro López, Vicenç (2004), The Political and Social Context of Health. Baywood.
- Navarro López, Vicenç (2006), El subdesarrollo social de España: causas y consecuencias. Barcelona: Anagrama.
- Navarro López, Vicenç (2011), Hay alternativas (con Juan Torres López y Alberto Garzón) Editorial Sequitur & Attac España. Libre descarga del libro desde la editorial Sequitur.[27]
- Navarro López, Vicenç (2012), con Juan Torres López. Los amos del mundo. Las armas del terrorismo financiero. Espasa, Madrid.

### Artículos en revistas
Algunos de los artículos de Vicenç Navarro disponibles a texto completo son los siguientes:
- Navarro, Vicenç y Quiroga, Águeda, Políticas de Estado de Bienestar para la equidad, Gac Sanit vol.18 suppl.1 Barcelona May 2004, http://dx.doi.org/10.1590/S0213-91112004000700024.[28]

### Artículos y colaboraciones en prensa
Vicenç Navarro colabora habitualmente en prensa, tanto en papel como digital; en su página web navarro.org están disponibles muchas de sus publicaciones.
- Artículos y publicaciones en vnavarro.org - Publicaciones en vnavarro.org.[29]
- Artículos en Público - Artículos Opinión a fondo, en Público (España).[30]
- Artículos de opinión en Nueva Tribuna - Artículos de Vicenç Navarro.[31]
- Artículos en El País - ¿Por qué la salud es de pago en EE UU?.[32]
- Artículos en El Plural - Sección "Pensamiento crítico" y otras de El Plural.
- Artículo en la revista digital SISTEMA: - La banca, el fraude fiscal y el New York Times 21/10/2011